# 3-Oktanon
3-Oktanon je prirodni keton prisutan u mnoštvu izvora kao što su biljke (npr lavander), trave (kao što je ruzmarin), i voću (kao što su nektarine). On je isto tako prisutan u biljci schizonepeta tenuifolia (2011).
Ovaj materijal se koristi kao sastojak začina i mirisa.
3-Oktanon je pozicioni izomer 2-oktanona i 4-oktanona.